# Synaphea floribunda
Synaphea floribunda är en tvåhjärtbladig växtart som beskrevs av Alexander Segger George. Synaphea floribunda ingår i släktet Synaphea och familjen Proteaceae. Inga underarter finns listade i Catalogue of Life.